# Cementerio San Miguel
El Cementerio San Miguel es un cementerio situado en Santa Marta, Colombia. Fue construido a principios del siglo XIX. Tiene forma de trapezoide y está delimitado por la avenida Santa Rita y la calle 22, y las carreras 7 y 7A. Está situado al costado sur del Parque San Miguel y está dedicado al Arcángel Miguel.

## Historia
En 1787, durante el reinado de Carlos III, se emitió una Cédula Real ordenando que se construyeran cementerios por fuera del casco urbano. Esto por razones de salubridad y para evitar epidemias. Hasta entonces, las personas de las clases altas eran enterradas en la Catedral Basílica y otros templos de la ciudad.
En 1793 se definió el lote donde sería construido el cementerio de San Miguel junto al viejo camino a Gaira. Ese año el obispo Anselmo José de Fraga y Márquez comenzó las obras, que solo se terminaron en 1808, cuando ya era obispo Miguel Sánchez Cerrudo, que también construyó la primera capilla.
La epidemia de cólera de 1849 dejó una gran cantidad de muertos, que fueron sepultados en el extremo sur del cementerio, que en ese entonces se encontraba más allá de la calle 22.
La zona zona occidental (hacia la carrera 7) era para los difuntos pertenecientes a otras creencias o que la iglesia católica tenía excluidos. La parte más antigua está frente a la capilla y comprende las tumbas y mausoleos de mármol los ricos, que buscaban estar lo más cerca posible de un templo.
En 1952, en el mismo lugar donde estaba la capilla de Sánchez Cerrudo, se inauguró un nuevo templo de estilo románico con una planta en forma de cruz ansada.

## Características

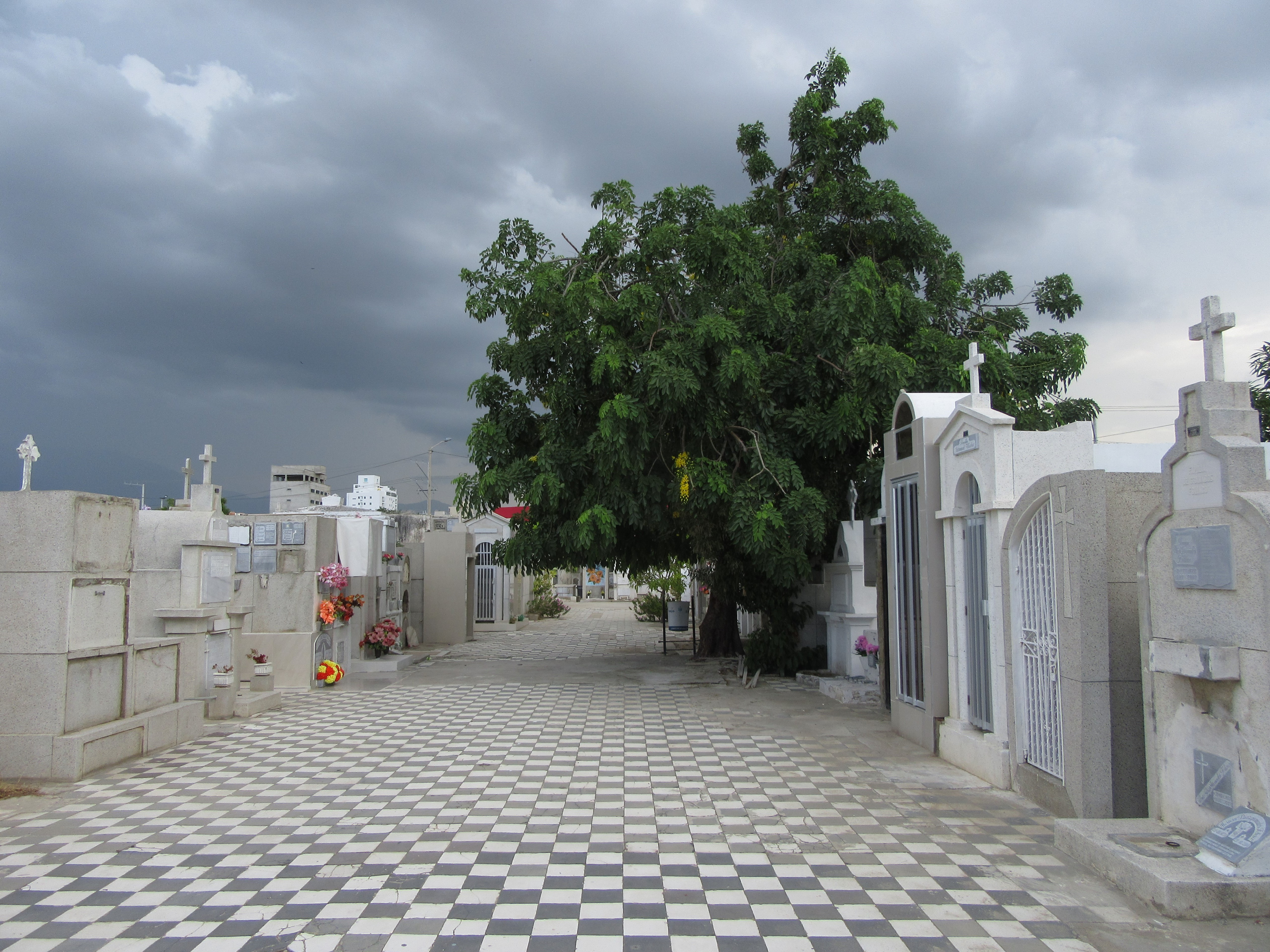
La superficie transitable está cubierta de baldosas blancas y negras.

La fachada del cementerio da a la calle 21. Consiste en un muro compuesto por 33 columnas cuadradas con rejas de hierro forjado entre ellas. Sobre las columnas hay esculturas de ánforas medio cubiertas con paños. Hay dos entradas, la principal está entre la décima y la undécima columnas y la secundaria, entre las veinticuatro y veinticinco.
En la entrada principal hay un portal en arco con dos pilastras laterales con capiteles que terminan en volutas. En el frontispicio hay un altorrelieve del Arcángel Miguel con una lanza y una balanza en sus manos, al tiempo que pisotea al demonio.
Entre el portal de la entrada y la capilla del cementerio se encuentra la vía principal, que está arborizada y bordeada de bancas. Esta es la parte más antigua del cementerio y comprende varios mausoleos, sepulcros y cenotafios de las familias ricas.
La capilla y la vía principal están conectada por una paralela con la vía secundaria, que recorrer la zona oriental del cementerio y va desde la segunda entrada hasta el muro de la calle 22. En el cruce entre las dos avenidas hay un crucifijo de 6 metros instalado en los años 1950. Casi toda la superficie transitable tiene baldosas blancas y negras, que evocan la oposición entre el bien y el mal, la vida y la muerte.
Entre los elementos decorativos de esta necrópolis hay columnas truncas, obeliscos, ángeles, vestales, arcas, lápidas con bajorrelieves, nichos y bustos. Los materiales usados son mármol blanco, gris o negro, o cal, cemento y arena.

## Personalidades sepultadas
- Jaime Bateman Cayón. Fundador y Comandante en jefe del M-19.
- José María Campo Serrano. (Presidente de Colombia 1886 - 1887)

## Galería

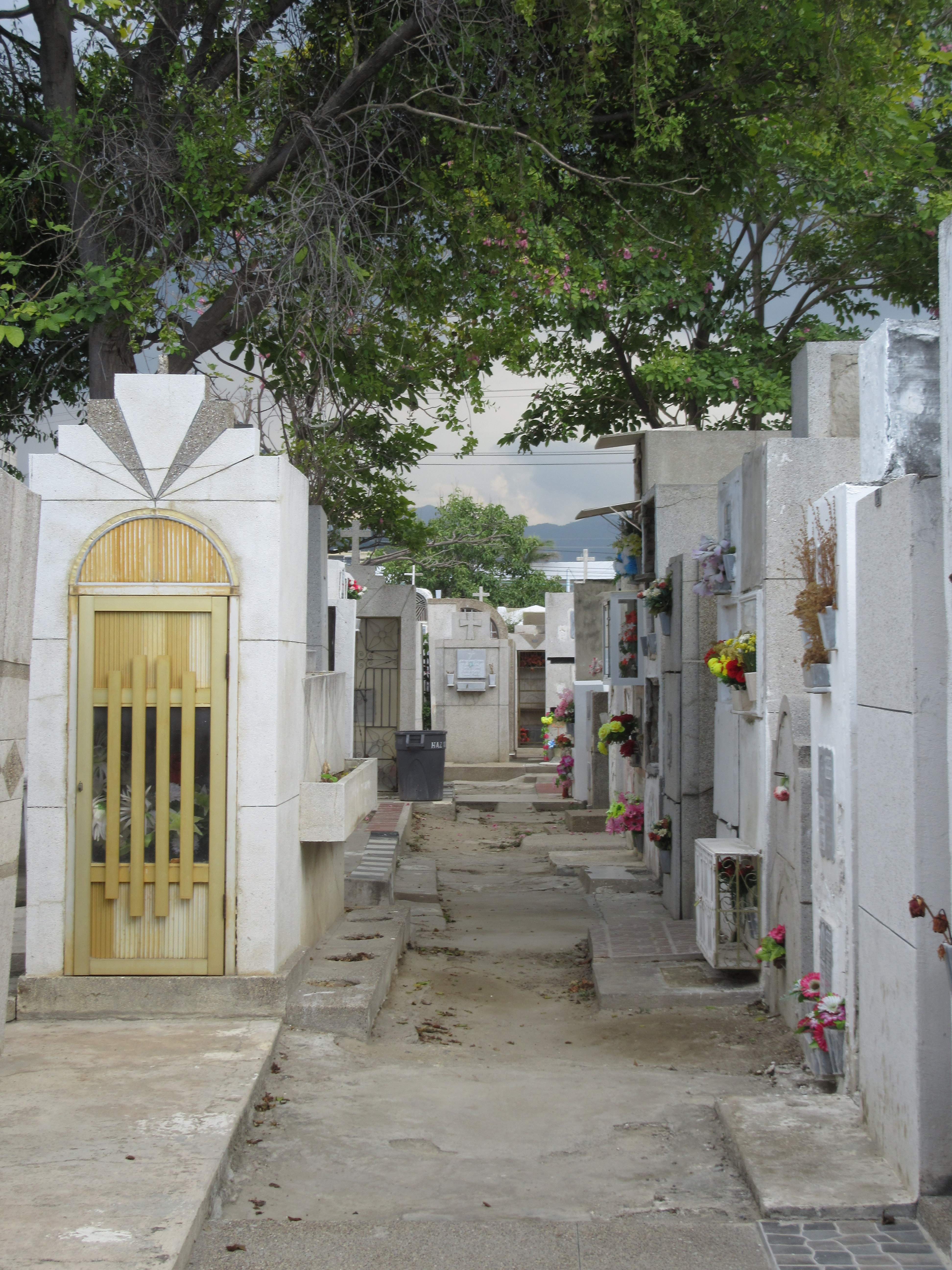
Pasaje interior
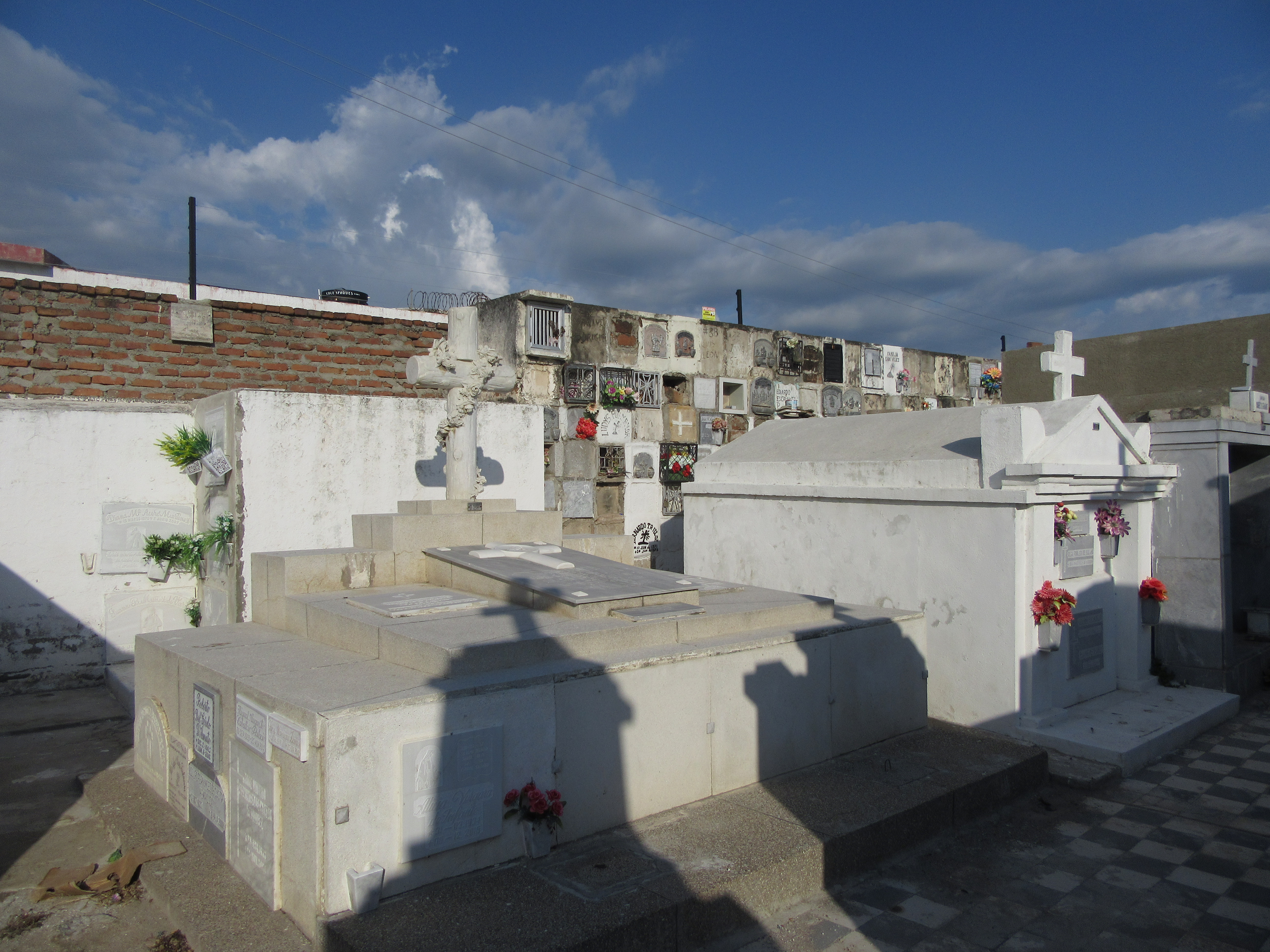
Sepulcros y columbarios hacia la carrera 7A
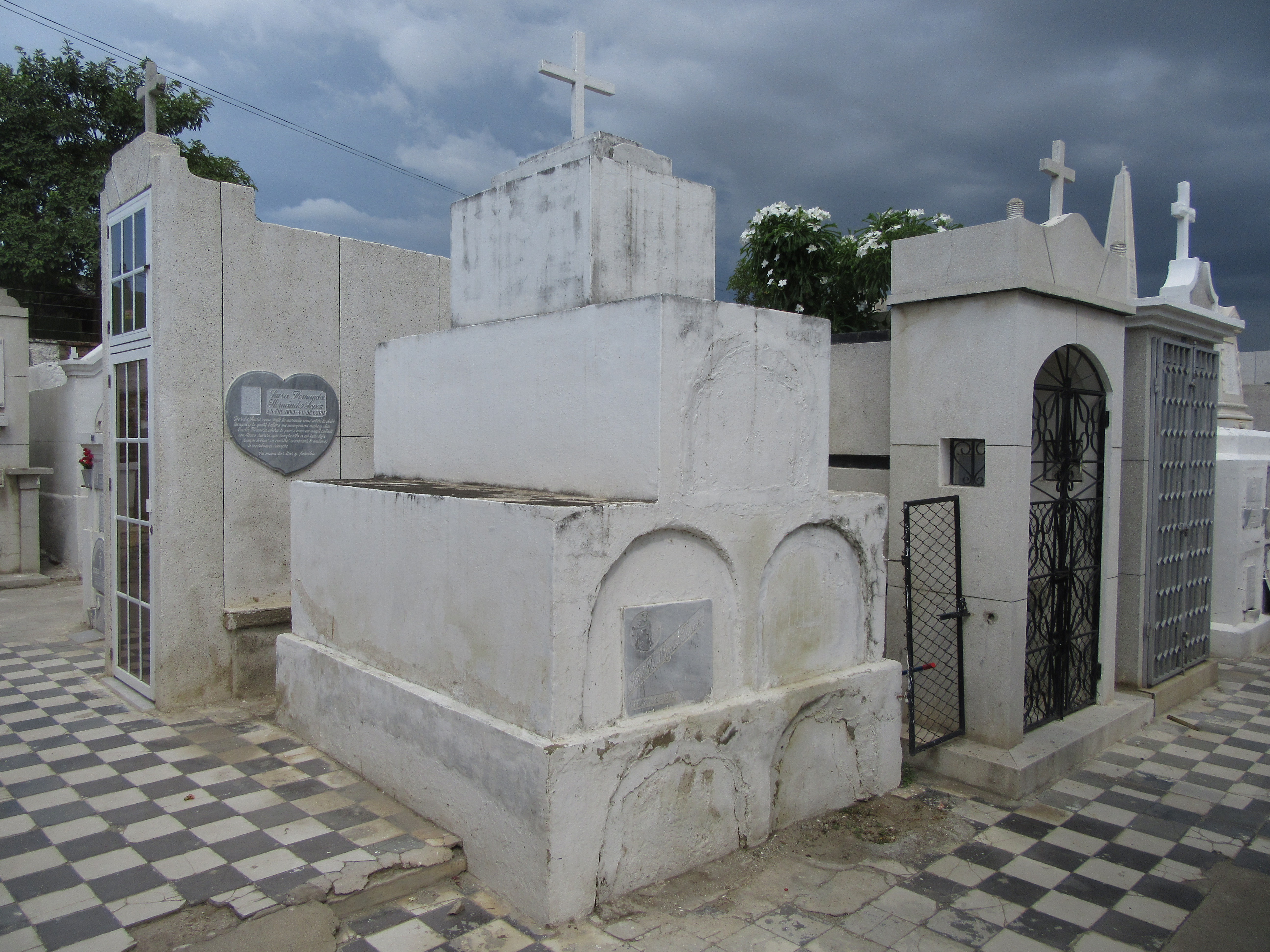
Tumbas
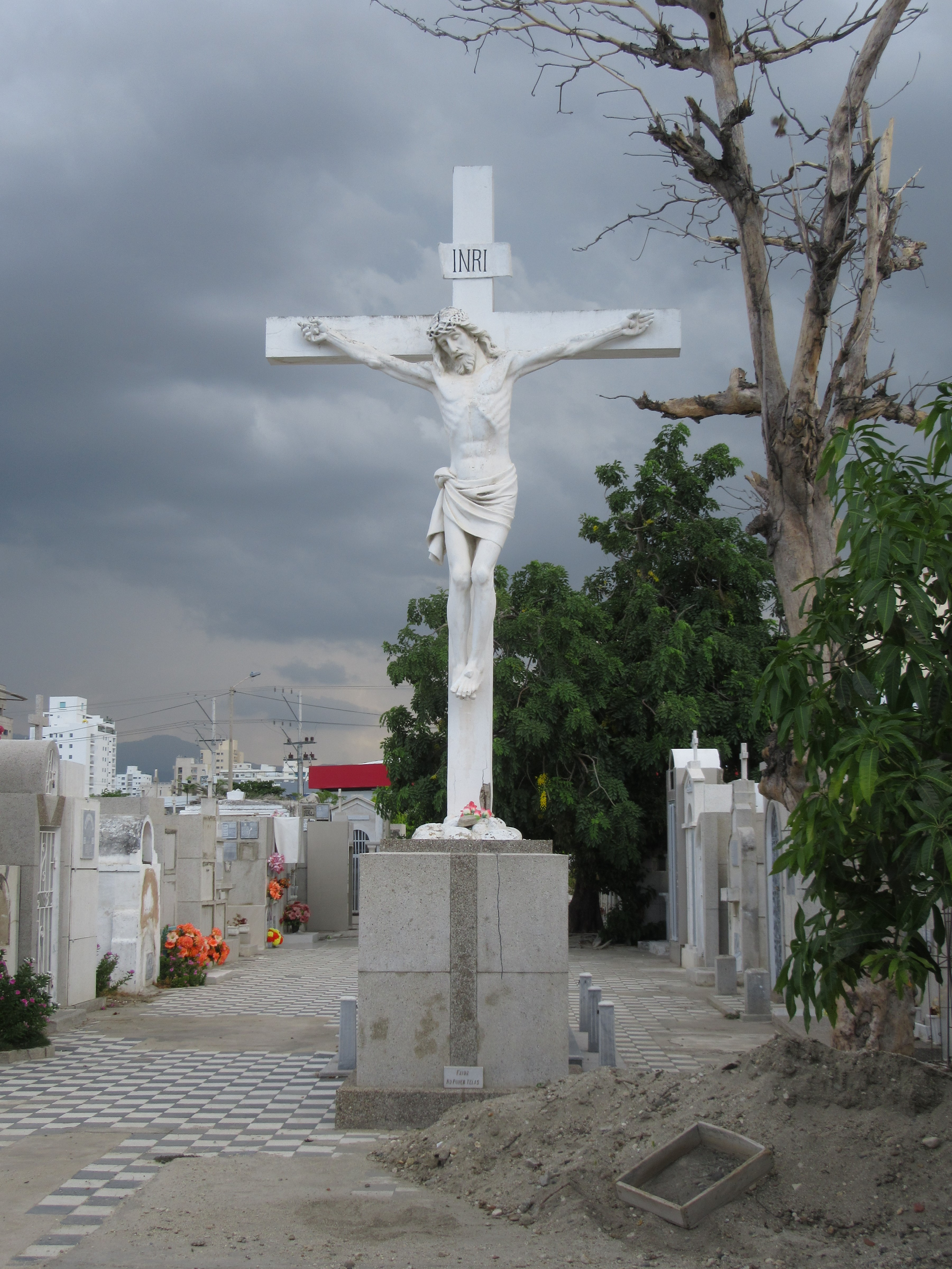
Cruz monumental